# Orde van de Zwarte Ster
De Orde van de Zwarte Ster (Frans: "Ordre de l’Étoile Noire") was een Franse koloniale ridderorde. De door Koning Toffa van Porto-Novo, een koninkrijkje in Dahomey dat nu Benin heet, in 1892 gestichte Orde werd in 1950 een "Franse Overzeese Orde" (Ordre de la France d' Outre-mer). Na de instelling van de Nationale Orde van Verdienste in 1963 werd de Orde niet meer verleend en is zij een historische orde van Frankrijk.

## Geschiedenis van de orde
Koning Toffa werd met behulp van een Frans expeditiekorps koning van geheel Dahomey. Om de overwinning in de slag bij Dogba op koning Béhanzin te vieren werd de Orde van de Zwarte Ster ingesteld die op 30 juli 1894 door de Franse regering werd erkend.

Op 10 mei 1896 werd de orde een Franse koloniale orde en werd het bestuur door de kanselarij van de orde van het Legioen van Eer overgenomen.

De oorspronkelijk koninklijk Dahomeyaanse Orde was nu als "Koloniale Orde van de Zwarte Ster" (Frans: "Ordre colonial de l’Étoile Noire") een instrument van het Franse koloniale bestuur en had volgens de nieuwe statuten twee taken:
- Bestuursambtenaren die ten minste drie jaar in West-Afrika hadden gewerkt belonen

en
- personen die, ook al voldeden zij niet aan deze norm, de koloniale expansie hadden gediend onderscheiden.

Op 14 juli 1933 kreeg de Orde nieuwe statuten waarin het volgende werd vastgelegd:
- De ridders moesten ten minste 29 jaar oud zijn
- Zij moesten ten minste 9 jaren als militair of burger hebben gewerkt waarbij "tropenjaren" in West-Afrika twee of zelfs drievoudig werden geteld.
- De orde werd ook verleend voor het organiseren van aan West-Afrika gewijde tentoonstellingen en belangrijke aan de Franse koloniën gewijde manifestaties.

De Franse president was uit hoofde van zijn functie grootkruis in deze orde die op 1 september 1950 een van de twee Franse Overzeese Orden (Frans: "Ordres de la France d’Outre-mer") werd.
De naam van de orde was nu "Orde van de Zwarte Ster".

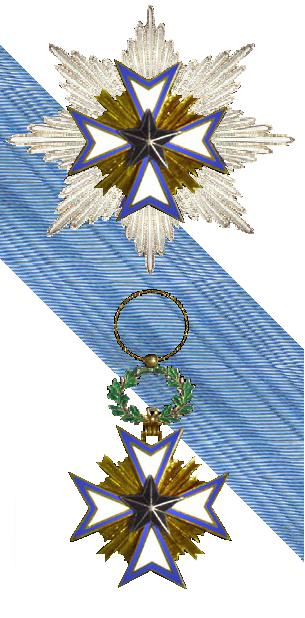
De ster, het lint en het grootkruis van de Orde van de Zwarte Ster.

## De waardigheden ("dignités") van de Orde
- Grootkruis

De grootkruisen dragen het kleinood van de orde aan een grootlint op de linkerheup en de ster van de orde op de linkerborst
- Commandeur met ster

Deze commandeurs, de orde kende geen grootofficieren, dragen een kleinood aan een lint om de hals en de ster van de orde.

## De graden van de orde
- Commandeur

De commandeur draagt een groot uitgevoerd kleinood van de orde aan een lint om de hals. 
- Officier

De officier draagt een kleinood aan een lint met een rozet op de linkerborst. 
- Ridder

De ridder draagt een kleinood aan een lint op de linkerborst.Bij de ridder is in het kleinood geen goud verwerkt

## De versierselen van de orde
Het kleinood is een op een blauw en wit geëmailleerd maltezer kruis gelegd vijfpuntige ster . De versierselen van de ridders zijn van zilver, bij de hogere rangen zijn ze verguld.
 
De versierselen zijn voor burgers en militairen gelijk.

Het lint is helderblauw.

Bij staatsbezoeken in de jaren 50 en 60 heeft deze orde, die nu de tweede orde van Frankrijk na het exclusieve Legioen van Eer was, nog enige tijd een prominente rol gespeeld. 